# Maceda (Portugal)
Pour les articles homonymes, voir Maceda.
Maceda est une paroisse civile portugaise (en portugais : freguesia) de la municipalité d'Ovar dans le district d'Aveiro.

## Géographie
Maceda est située sur la Côte Atlantique. Elle accueille la plage de São Pedro de Maceda.

## Démographie
Lors du recensement de 2021, Maceda compte 3 380 habitants. C'est ainsi la paroisse la moins peuplée de la municipalité d'Ovar.